# Danh sách cụm từ Latinh
Bài viết liệt kê một số cụm từ Latinh thông dụng, ví dụ như et cetera hay id est.
| Latinh                  | Dịch nghĩa                                                                   | Ghi chú |
| ----------------------- | ---------------------------------------------------------------------------- | --- |
| a posteriori            | từ phía sau; hậu nghiệm                                                      | Trong toán học, a posteriori chỉ một kết quả được chấp nhận là đúng sau khi đã được chứng minh. Trong nhận thức luận, a posteriori chỉ một tri thức có được thông qua kinh nghiệm (tri thức hậu nghiệm).                                               |
| a priori                | từ phía trước, có sẵn; tiên nghiệm                                           | Trong toán học, a priori chỉ một tiên đề được chấp nhận hay một mệnh đề đã biết trước khi sử dụng (chẳng hạn, để chứng minh một mệnh đề khác). Trong nhận thức luận, a priori chỉ một tri thức có được độc lập với trải nghiệm (tri thức tiên nghiệm). |
| ad hoc                  | cho xong; nhằm mục đích cụ thể; cho điều này; vì điều này                    | Vi dụ, một giải pháp ad hoc là một giải pháp dành riêng cho vấn đề cần giải quyết, và khó có thể thích ứng cho các vấn đề khác. |
| ad infinitum            | cho đến vô cùng                                                              | |
| ad interim              | tạm thời; trong thời gian nhất định; trong lúc chờ đợi                       | |
| Cogito, ergo sum        | Tôi tư duy, vậy thì tôi tồn tại                                              | Một phát biểu triết học của René Descartes |
| curriculum vitae        | quá trình sống                                                               | Được sử dụng như là "hồ sơ xin việc", "lý lịch" |
| de facto                | trên thực tế; theo thông lệ                                                  | |
| de jure                 | theo luật định                                                               | |
| et cetera (etc.)        | vân vân; vân vân và vân vân                                                  | |
| ex aequo                | hòa                                                                          | Mô tả kết quả hòa trong một cuộc thi. |
| ex situ                 | ngoài chỗ                                                                    | Đối lập với in situ. |
| exempli gratia (e.g.)   | ví dụ như; chẳng hạn như                                                     | |
| ibidem (ibid.)          | ở cùng một chỗ; cũng ở chỗ như thế; cùng tác phẩm; sách đã dẫn (sđd)         | Dùng trong trích dẫn tham khảo. Tương tự loco citato và opus citatum. |
| id est (i.e.)           | tức là; có nghĩa là                                                          | |
| in situ                 | tại chỗ                                                                      | Đối lập với ex situ. |
| lapsus                  | lỗi                                                                          | Lỗi chính tả hay lỗi phát âm không mong muốn, líu lưỡi |
| loco citato (loc. cit.) | ở chỗ đã trích; trong văn bản đã trích; sách đã dẫn (sđd)                    | |
| locus                   | vị trí; địa điểm                                                             | |
| opus citatum (op. cit.) | tác phẩm đã trích; sách đã dẫn (sđd)                                         | |
| per capita              | trên đầu người                                                               | |
| per se                  | tự nó; nội tại                                                               | |
| persona non grata       | người không được hoan nghênh; nhân vật không được chào đón                   | Thường được sử dụng trong ngành ngoại giao. |
| sine qua non            | thiếu thì không được                                                         | Mô tả một thứ quan trọng, không thể thiếu |
| status quo              | hiện trạng; tình trạng hiện tại                                              | |
| via                     | theo con đường; bằng (phương thức, cách)                                     | |
| vice                    | thay thế; phó (chức danh)                                                    | |
| vice versa              | với các điều kiện ngược lại thay thế cho các điều kiện ban đầu; và ngược lại | |